# Scandal (série de televisão)
Scandal é uma série de televisão de suspense político americano estrelada por Kerry Washington. Criado por Shonda Rhimes, foi ao ar na ABC entre 5 de abril de 2012 e 19 de abril de 2018 contando com 124 episódios em sete temporadas. A personagem de Kerry Washington, Olivia Pope, é parcialmente baseada na ex-assessora de imprensa do governo de George H.W. Bush, Judy Smith, que atua como co-produtora executiva.

## Sinopse
O show acontece em Washington, DC e concentra-se na empresa de gerenciamento de crises de Olivia Pope, Olivia Pope & Associates (OPA), e seus funcionários, bem como na Casa Branca e na cena política circundante. Além de Kerry Washington, o programa apresenta Tony Goldwyn como Fitzgerald Grant III, o Presidente dos Estados Unidos - mais tarde um ex-presidente - e o principal interesse amoroso de Olivia; Darby Stanchfield como Abby Whelan, assistente da OPA (mais tarde renomeada como Quinn Perkins & Associates ou QPA), e também ex-secretária de imprensa da Casa Branca e chefe de gabinete; Katie Lowes como Quinn Perkins, ex-assistente da OPA e mais tarde chefe da QPA; Guillermo Diaz como Huck, ex-agente de uma agência de espionagem chamada B613 e assistente da QPA; Jeff Perry como Cyrus Beene, ex-chefe de gabinete da Casa Branca sob a administração Grant e mais tarde vice-presidente dos Estados Unidos sob Mellie Grant; Joshua Malina como David Rosen, o Procurador Geral; Bellamy Young como Mellie Grant, a ex-primeira-dama, ex-senadora, e mais tarde presidente dos Estados Unidos depois de Grant; Scott Foley como Jake Ballard, diretor da ANS (Agência Nacional de Segurança) e interesse amoroso secundário de Olivia; Cornelius Smith Jr. como Marcus Walker, ativista de direitos civis, que costumava ser assistente da OPA e secretário de imprensa da Casa Branca; Joe Morton como Eli "Rowan" Pope, pai de Olivia e ex-chefe do B613; e George Newbern como Charlie, um ex-agente B613 que mais tarde se torna membro da QPA.

## Elenco e personagens
| Ator                | Personagem                  | Temporadas | Temporadas | Temporadas | Temporadas   | Temporadas | Temporadas | Temporadas |
| Ator                | Personagem                  | 1          | 2          | 3          | 4            | 5          | 6          | 7          |
| ------------------- | --------------------------- | ---------- | ---------- | ---------- | ------------ | ---------- | ---------- | ---------- |
| Kerry Washington    | Olivia Pope                 | Principal  | Principal  | Principal  | Principal    | Principal  | Principal  | Principal  |
| Henry Ian Cusick    | Stephen Finch               | Principal  | —          | —          | Participação | —          | —          | —          |
| Columbus Short      | Harrison Wright             | Principal  | Principal  | Principal  | —            | —          | —          | —          |
| Darby Stanchfield   | Abby Whelan                 | Principal  | Principal  | Principal  | Principal    | Principal  | Principal  | Principal  |
| Katie Lowes         | Quinn Perkins               | Principal  | Principal  | Principal  | Principal    | Principal  | Principal  | Principal  |
| Guillermo Díaz      | Diego "Huck" Muñoz          | Principal  | Principal  | Principal  | Principal    | Principal  | Principal  | Principal  |
| Jeff Perry          | Cyrus Beene                 | Principal  | Principal  | Principal  | Principal    | Principal  | Principal  | Principal  |
| Tony Goldwyn        | Fitzgerald Thomas Grant III | Principal  | Principal  | Principal  | Principal    | Principal  | Principal  | Principal  |
| Joshua Malina       | David Rosen                 | Recorrente | Principal  | Principal  | Principal    | Principal  | Principal  | Principal  |
| Bellamy Young       | Mellie Grant                | Recorrente | Principal  | Principal  | Principal    | Principal  | Principal  | Principal  |
| Scott Foley         | Jake Ballard                | —          | Recorrente | Principal  | Principal    | Principal  | Principal  | Principal  |
| Joe Morton          | Eli Pope                    | —          | Recorrente | Recorrente | Recorrente   | Principal  | Principal  | Principal  |
| Portia de Rossi     | Elizabeth North             | —          | —          | —          | Recorrente   | Principal  | Principal  | —          |
| Cornelius Smith Jr. | Marcus Walker               | —          | —          | —          | Participação | Principal  | Principal  | Principal  |
| George Newbern      | Charlie                     | Recorrente | Recorrente | Recorrente | Recorrente   | Recorrente | Recorrente | Principal  |

### Elenco regular
- Kerry Washington como Olivia Pope, uma ex-diretora de comunicações da Casa Branca que é amplamente considerada a melhor "consertadora" de Washington. Olivia trabalhou na campanha presidencial do então governador Fitzgerald Thomas Grant III, com quem iniciou um caso. Após a eleição, o caso terminou e Olivia abriu sua própria empresa de gerenciamento de crises chamada "Olivia Pope & Associates".
- Henry Ian Cusick como Stephen Finch, um litigante que trabalhou com Olivia e é uma de seus bons amigas. Ele deixou Washington, D.C., para estar com sua noiva, Georgia, e atualmente vive em São Petersburgo e trabalha para a oligarquia russa.
- Columbus Short como Harrison Wright, um litigante que trabalhou com Olivia. Ele contratou Quinn para a empresa, chamando-os de "gladiadores de terno". Ele é assassinado pela B613 no final da terceira temporada.
- Darby Stanchfield como Abby Whelan, que trabalhou como investigadora na empresa de Olivia. Depois que Olivia fugiu com Jake Ballard após a segunda eleição presidencial, Abby foi contratada como secretária de imprensa da Casa Branca. Mais tarde, ela conseguiu remover Cyrus Beene e assumiu o cargo de Chefe da Casa Civil.
- Katie Lowes como Quinn Perkins (nascida Lindsay Dwyer), que trabalha na Olivia Pope & Associates. Ela se envolveu com Charlie, que a afastou da OPA para a B613, mas depois voltou para Olivia. Na sétima temporada, Olivia passa a OPA para Quinn, renomeando-a para Quinn Perkins & Associates.
- Guillermo Díaz como Huck (nascido Diego Muñoz), um antigo assassino da B613, que perdeu sua família por causa do trabalho. Mais tarde, ele começou a trabalhar como técnico para Olivia e sua empresa e é extremamente leal a ela.
- Jeff Perry como Cyrus Beene, ex-chefe de gabinete da Casa Branca que se tornou o vice-candidato nas eleições presidenciais com o governador Fransisco Vargas.
- Tony Goldwyn como Fitzgerald Thomas Grant III, o Presidente dos Estados Unidos, um ex-governador republicano da Califórnia de Santa Barbara. Mais tarde ele é substituído por sua ex-esposa, Mellie.
- Joshua Malina como David Rosen, o Procurador Geral dos Estados Unidos da administração Grant. Durante as duas primeiras temporadas, ele foi Advogado Assistente dos EUA, no entanto, na terceira temporada, foi promovido a Procurador dos Estados Unidos no Distrito de Columbia. Na quarta temporada, o Presidente Fitzgerald Grant o nomeou Procurador Geral, no qual ele foi concedido. Ele quase foi demitido por corrupção - concordando em suspender uma investigação sobre Tamurac Sugar em troca do apoio do governador Baker da Flórida à sua então namorada, Susan Ross. David é morto no final da série por Cyrus.
- Bellamy Young como Melody "Mellie" Margaret Grant, inicialmente casada com Fitz, ela era a primeira-dama dos Estados Unidos antes que Fitz exigisse o divórcio após sua eleição para se tornar senadora da Virgínia. Na quinta temporada, ela concorre à presidência e é indicada como candidata presidencial republicana. Na sexta temporada, ela se torna presidente.
- Scott Foley como Jacob "Jake" Ballard (nascido Pete Harris), um exigente da B613 e também um oficial de inteligência da Marinha dos EUA anexado ao Estado-Maior Conjunto que espia Olivia Pope a pedido pessoal do Presidente Grant, com quem ele serviu na Marinha durante a primeira Guerra do Golfo. Jake foi nomeado diretor da Agência de Segurança Nacional na quinta temporada.
- Portia de Rossi como Elizabeth North, a presidente do Comitê Nacional Republicano e assessora política da primeira-dama durante sua campanha no senado; ela se tornou chefe de gabinete quando Cyrus Beene foi demitido pelo presidente e mais tarde foi chefe de gabinete do vice-presidente. Mais tarde, ela foi espancada até a morte por Marjorie Ruland durante a 6ª temporada.
- Cornelius Smith Jr. como Marcus Walker, um ativista dos direitos civis que se torna funcionário da Olivia Pope & Associates.
- Joe Morton como Elijah "Eli/Rowan" Pope, o pai de Olivia, chefe da B613 e uma das principais presenças antagonistas da série.
- George Newbern como Charlie, um ex-agente do B613 que começa a namorar Quinn e eventualmente se torna seu noivo e funcionário da OPA.

## Episódios
| Temporada | Temporada | Episódios | Episódios | Originalmente exibido  | Originalmente exibido | Nielsen ratings | Nielsen ratings        |
| Temporada | Temporada | Episódios | Episódios | Estreia da temporada   | Final da temporada    | Rank            | Audiência (em milhões) |
| --------- | --------- | --------- | --------- | ---------------------- | --------------------- | --------------- | ---------------------- |
|           | 1         | 7         | 7         | 5 de abril de 2012     | 17 de maio de 2012    | 62              | 8.21                   |
|           | 2         | 22        | 22        | 27 de setembro de 2012 | 16 de maio de 2013    | 47              | 8.46                   |
|           | 3         | 18        | 18        | 3 de outubro de 2013   | 17 de abril de 2014   | 16              | 12.00                  |
|           | 4         | 22        | 22        | 25 de setembro de 2014 | 14 de maio de 2015    | 18              | 12.66                  |
|           | 5         | 21        | 21        | 24 de setembro de 2015 | 12 de maio de 2016    | 29              | 10.68                  |
|           | 6         | 16        | 16        | 26 de janeiro de 1017  | 18 de maio de 2017    | 39              | 8.16                   |
|           | 7         | 18        | 18        | 5 de outubro de 2017   | 19 de abril de 2018   | 53              | 7.41                   |

## Resumo das temporadas

### 1.ª temporada
A primeira temporada introduziu Olivia Pope e os vários membros de sua empresa. Além disso, apresentou o presidente dos Estados Unidos, Fitzgerald Grant III (Tony Goldwyn) e seu chefe de gabinete Cyrus Beene (Jeff Perry). A primeira temporada focou nas vidas dos membros da equipe, o relacionamento entre Olivia e o presidente (seu antigo empregador) e o mistério em torno do envolvimento de Amanda Tanner (Liza Weil) com a Casa Branca.

### 2.ª temporada
Uma tentativa de assassinato é feita na vida de Fitz, que quase o mata. Como resultado, Sally Langston (Kate Burton) assume o cargo de presidente, para desgosto de Cyrus. Depois de sobreviver, Fitz decide se divorciar, o que Mellie (Bellamy Young) tenta evitar de alguma forma convencendo sua obstetra a induzir seu trabalho de parto quatro semanas antes. Huck (Guillermo Díaz) é preso pela tentativa de assassinato depois de ter sido enquadrado por sua namorada Becky (Susan Pourfar). Depois que David (Joshua Malina) ajuda Huck a se libertar, Huck, Olivia e sua equipe enganam Becky para aparecer no hospital onde ela é presa. Fitz descobre que Verna (Debra Mooney) estava por trás do assassinato e a mata.
O segundo arco se concentra em encontrar a toupeira que está vazando informações classificadas da Casa Branca. Olivia e a equipe investigam o caso depois de descobrir que o suicídio do diretor da CIA foi realmente um assassinato. Olivia conhece o capitão Jake Ballard (Scott Foley), que trabalha com o líder do B613, Rowan (Joe Morton), que ordena que Jake se aproxime de Olivia. No final da temporada, Mellie dá a Fitz um ultimato: ou ele se torna leal a ela, ou ela vai à televisão nacional e revela o caso de Fitz com Olivia. Fitz escolhe Olivia, o que faz Mellie revelar o caso. Fitz anuncia sua campanha de reeleição. Enquanto Olivia e a equipe continuam investigando quem é a toupeira, Huck consegue capturar Charlie (George Newbern), que revela a identidade da toupeira: Billy Chambers (Matt Letscher). Eles descobrem que Billy está trabalhando com David, que rouba o cartão Cytron e dá a Cyrus em troca de ser restabelecido como procurador dos EUA. No final, o nome de Olivia vazou para a imprensa como amante de Fitz, e é revelado que Rowan é o pai de Olivia.

### 3.ª temporada
Depois que o nome de Olivia vazou para a imprensa como amante de Fitz, Olivia Pope & Associates enfrenta problemas financeiros quando todos os seus clientes os demitem. A empresa aceita "novos" clientes para pagar as contas. Rowan se envolve mais com a vida de Olivia, que começa a afetá-la, e leva Huck e Jake a investigar B613. Eles descobrem que durante um código de ação militar chamado "Operação Remington", Fitz abateu uma aeronave civil sobre a Islândia e a mãe de Olivia foi uma das mais de 300 vítimas. Determinada a descobrir a verdade sobre a Operação Remington, a empresa investiga Rowan e descobre que um passageiro foi retirado do voo por um marechal federal pouco antes de decolar. Quinn (Katie Lowes) começa a sair com Charlie, que a prepara para matar um segurança que testemunhou a remoção do passageiro pelo marechal federal. Como resultado do assassinato inadvertido de Quinn, Huck a tortura e ela deixa a empresa. Enquanto isso, Fitz enfrenta problemas quando a congressista Josephine "Josie" Marcus (Lisa Kudrow) está concorrendo para vencer a primária do Partido Democrata contra o senador Samuel Reston (Tom Amandes) e se tornar a primeira mulher presidente dos Estados Unidos. Cyrus tenta ao máximo encontrar sujeira em Marcus para arruinar sua campanha, mas falha. Depois que Olivia descobre que Fitz abateu o avião que matou sua mãe, ela nega a oferta de ser a gerente de campanha da reeleição de Fitz e se torna a gerente de Josephine Marcus. Após um incidente com a irmã de Marcus, Josephine desistiu de sua campanha. 
A segunda parte da temporada se concentra mais na campanha de reeleição, já que Olivia assumiu o cargo de gerente da campanha. Ao mesmo tempo, Sally anuncia que está concorrendo à presidência sendo independente. Como resultado, Fitz escolhe o governador da Califórnia, Andrew Nichols (Jon Tenney), como seu novo companheiro de chapa vice-presidencial. Nichols desenvolve um relacionamento com a primeira-dama, Mellie. A campanha enfrenta problemas quando Sally, atingida pela culpa por assassinar Daniel (Jack Coleman), quase revela a verdade em um debate. Cyrus pede a Jake para ajudar a proteger o segredo, o que ele faz matando James (Dan Bucatinsky) para evitar expor o envolvimento de Cyrus no encobrimento. Os filhos mais velhos do presidente, Jerry (Dylan Minnette) e Karen Grant (Madeline Carroll), vêm à Casa Branca para uma entrevista, mas Olivia logo descobre que não está satisfeita com os pais.

### 4.ª temporada
Após a morte de um amigo próximo, Olivia retorna a D.C. e fica chocada com o estado da OPA. A primeira metade da temporada se concentra na prisão de Jake pela morte de Jerry Grant depois que Rowan força Tom (Brian Letscher) a nomear Jake como o operador. Rowan continua tentando fazer todos acreditarem que Jake é culpado, o que inspira Olivia a descobrir a verdade por si mesma. Depois de forçar Tom a revelar Rowan como seu operador, Fitz, Jake e Olivia planejam prender Rowan. Infelizmente, o plano falha, fazendo com que Rowan desligue o B613 e comece a eliminar os agentes do B613. Olivia tenta matar Rowan quando ela o confronta, mas ele consegue fugir. Abby (Darby Stanchfield) é agora a Secretária de Imprensa da Casa Branca e está lutando para conquistar o respeito de Cyrus e Fitz, porque eles decidem humilhá-la chamando-a de "ruiva" em vez de Abby. Mais tarde na temporada, Abby se vê estressada ainda mais pela presença de seu ex-marido abusivo, que foi indicado ao Senador do Estado da Virgínia, e ela convoca Leo Bergen (Paul Adelstein) para ajudar a arruinar sua campanha. Quinn manteve contato com Abby e Huck, além de tentar encontrar Olivia.
Mellie luta com a morte de seu filho, Jerry. Ela finalmente aceita sua perda depois de descobrir que Jerry foi assassinado por ter sido deliberadamente exposto a meningite bacteriana, em vez de contrair a doença naturalmente, e escolhe formar uma aliança com Elizabeth North (Portia de Rossi). Mais tarde, depois de ter um caso com ele, Mellie descobre a verdadeira natureza de Nichols, que ameaça contar à imprensa sobre o caso. No final da temporada, membros de um grande júri reunido por David para o caso B613 foram mortos após a audiência inicial. OPA e David começam a investigar a cena e percebem que Rowan é o responsável. Ele também chantageou Mellie, dando os nomes dos membros, fazendo com que ela se sentisse responsável. Cyrus mais tarde descobre a verdade, mas decide não contar a Fitz. Depois de procurar aconselhamento de Maya (Khandi Alexander), Olivia e Jake decidem revelar o B613 à CIA, mas o plano sai pela culatra. Mais tarde, eles elaboraram um plano para enquadrar Rowan por apropriação indébita de fundos no museu em que ele trabalha, tendo-o preso. Mais tarde, Fitz descobre a verdade sobre o que Mellie e Cyrus haviam feito; ele ordena que eles deixem a Casa Branca. Elizabeth então toma o lugar de Cyrus como chefe de gabinete. Na última cena, ele se reúne com Olivia

### 5.ª temporada
Olivia e Fitz agora abraçam ser um casal, indo a público com seu relacionamento, fazendo com que Olivia assuma muitos outros papéis estabelecidos pela Primeira Dama na Casa Branca. Ela continua administrando a Olivia Pope & Associates, da qual Marcus Walker (Cornelius Smith Jr.) faz parte, até mesmo usando-a para transformar sua imagem quando o mundo a despreza devido ao seu novo relacionamento com o Presidente. No entanto, no meio da temporada, ela se sente sufocada demais nesta nova vida, e então deixa Fitz, a Casa Branca, e secretamente faz um aborto. Olivia retorna à sua antiga vida, lidando com as consequências do rompimento dela e Fitz, e Rowan sai da prisão e recupera Jake como seu cãozinho. Enquanto isso, Cyrus e Mellie são forçados a seguir em frente com suas vidas agora que Fitz os expulsou, Cyrus lutando para descobrir o que ele deseja fazer a seguir, e Mellie concorrendo e sendo eleita como senadora, sendo seu próximo passo na tomada de decisões. Uma corrida para a presidência é o principal ponto focal da segunda metade da temporada.
Mellie corre para a presidência e assume Olivia como gerente de campanha, tendo que ir contra pessoas como a atual vice-presidente Susan Ross (Artemis Pebdani), Hollis Doyle (Gregg Henry) e governador da Pensilvânia Francisco Vargas (Ricardo Chavira), o último dos quais tem sua campanha gerenciada por Cyrus. David e Elizabeth pressionam pela corrida presidencial de Susan, e David começa a se apaixonar por ela enquanto também entra em um relacionamento sexual com Liz, terminando em desgosto por duas das três partes envolvidas. Quinn e Charlie começam a se ver, e Cyrus também tem problemas conjugais com Michael (Matthew Del Negro). Jake se casa com Vanessa Moss (Joelle Carter), conforme o arranjo de Rowan, e também mata seu pai, também a pedido de Rowan. Olivia mata brutalmente o ex-vice-presidente Nichols quando ele começa a se recuperar de sua paralisia e ameaça expor um grande número de segredos, Fitz descobre seu aborto secreto e a temporada termina com Mellie e Frankie nomeados como os respectivos candidatos republicanos e democratas, com  Jake e Cyrus selecionados como seus respectivos vice-presidentes.

### 6.ª temporada
A temporada inteira é sobre o assassinato do presidente eleito Frankie Vargas. É revelado que sua esposa, Luna, estava por trás de seu assassinato porque ela queria poder. O final da sexta temporada termina com Mellie se tornando a primeira mulher presidente dos Estados Unidos. No final do mandato de Fitz, ele decidiu restabelecer um B613 e se tornar Comando, devido à manipulação de Rowan dele. Olivia o convence a não fazê-lo, porque ela acha que isso o destruirá. Depois, Mellie reserva uma porcentagem dos fundos do Pentágono em um fundo de emergência cego e usa esse dinheiro para restabelecer a B613. Olivia se torna Command no final da temporada e se considera a pessoa mais poderosa do mundo.

### 7.ª temporada
A temporada se concentra em Olivia Pope e em sua nova posição como Chefe de Gabinete da Presidente Mellie Grant e no Comando da B613. Também descreve Quinn Perkins como chefe de sua empresa de gerenciamento de crises, Quinn Perkins & Associates, e sua equipe, bem como funcionários da Casa Branca em Washington, D.C., em seus esforços para lidar e conter escândalos políticos.
Mellie Grant (Bellamy Young) assume oficialmente seu posto como presidente dos Estados Unidos. A OPA, "Olivia Pope & Associados", se tornou QPA, "Quinn Perkins & Associados". Abby se junta à "Quinn Perkins & Associados" como o braço direito de Quinn (Katie Lowes) e a ajuda a gerir os negócios da empresa. Quinn está grávida de Charlie (George Newbern). Olivia (Kerry Washington) resolve se tornar a mais nova chefe da B613 – antigo cargo de seu pai, Rowan Pope (Joe Morton).
Mellie mantem Olivia como aliada e mais perto do que nunca. O ex-presidente, Fitz, retoma seu romance com Olivia, mas também se reaproxima da ex-mulher. Rowan confessa a existência do B613, Cyrus mata o procurador geral, depois ele é forçado a deixar o cargo de vice presidente.

## Produção

### Conceito
"Lembro de ter uma reunião com Judy que deveria durar cerca de 20 minutos. Nós acabamos conversando por duas horas ou mais naquele dia, e eu sabia que ela era o tema do meu próximo show. Eu estava encantada".

—Shonda Rhimes
Por volta de 2010, Shonda Rhimes foi apresentada à Judy Smith, especialista afro-americana de gestões políticas e ex-assessora da Casa Branca. Na época, Rhimes não estava familiarizada com a carreira de quase 20 anos de Smith. Rhimes, que comentou ficar surpresa quando soube que Smith era descendente africana, disse mais tarde que "foi maravilhoso ter uma história baseada em uma mulher afro-americana que se tornou uma liderança feminina". Smith revelou em entrevista que nunca pensou que sua vida fosse parar na TV: "É o que meus pais me ensinaram [...]: 'Se você fizer um bom trabalho, outras coisas podem aparecer no seu caminho'. Isso tem sido o meu caminho em que a minha carreira tem se desdobrado ao longo dos anos".
Com a ideia do seriado já em mente, Rhimes selecionou Kerry Washington para o papel principal de Olivia Pope, embora tenha duvidado que uma estrela de cinema se comprometeria em trabalhar na televisão. Washington disse posteriormente: "Eu li o roteiro e gostei dele a partir da primeira página. Qualquer atriz quer um papel que mostra uma mulher com poder e inteligência". A partir de então, Washington, Smith e Rhimes passaram várias semanas discutindo em como dar ao show o tom que elas queriam antes do programa ser filmado.

### Desenvolvimento

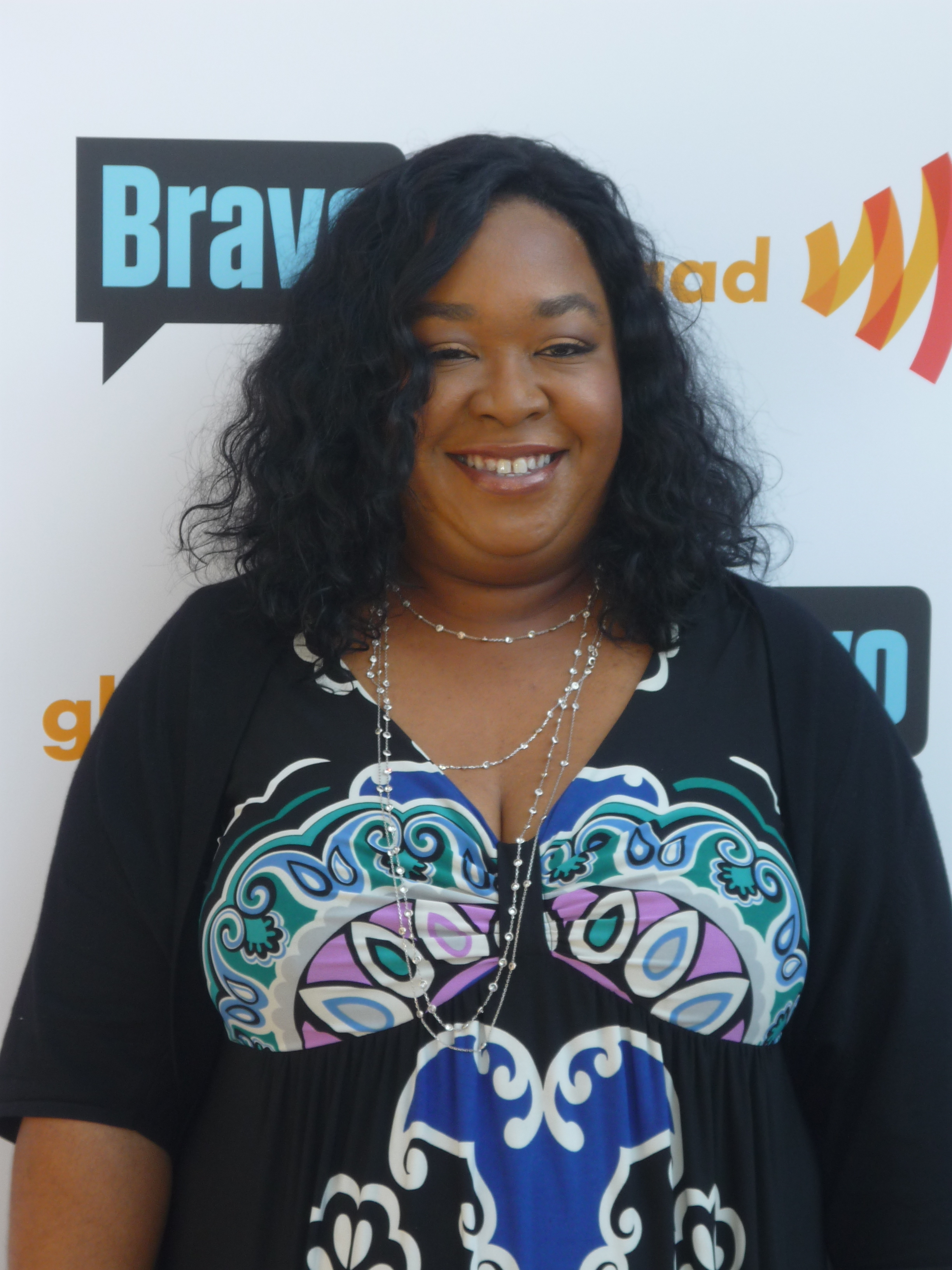
Shonda Rhimes é a criadora de Scandal, além de trabalhar ativamente como produtora executiva, roteirista e showrunner.

No início de 2011, Rhimes anunciou que estava trabalhando em um novo piloto. Em maio de 2011, a ABC encomendou o piloto para ficar no intervalo de tempo de outra série de Rhimes, Private Practice, que estava em sua reta final e foi movida para um horário mais cedo. Durante a Winter Television Critics Association Press Tour, a série recebeu uma data de estreia oficial, 5 de abril de 2012.
Em 11 de maio de 2012, a série foi renovada para uma segunda temporada. Inicialmente, Rhimes afirmou que a temporada consistiria em treze episódios ou menos, mas a renovação da série após o período do outono significou um aumento no número de episódios para vinte e dois e uma separação em dois arcos de estória diferentes, agendados para transmissão em dois períodos de tempo. Em 10 de maio de 2013, uma semana antes da transmissão do último episódio da segunda temporada, Scandal foi renovada para uma terceira temporada. Assim como outras séries de drama da ABC, esta temporada foi dividida em duas seções de episódios ininterruptos, a primeira consistindo de dez episódios. A segunda corrida, inicialmente prevista para 12 episódios ininterruptos, começou em 27 de fevereiro de 2014. Em 7 de dezembro de 2013, a ABC Studios anunciou que, devido à gravidez de Washington, o número de episódios seria diminuído de 22 para 18, o que culminou num final de temporada transmitido quatro semanas antes da data inicialmente planejada.
A série foi renovada para uma quarta temporada em 9 de maio de 2014. Em 13 de maio de 2014, a ABC anunciou seu novo cronograma, bem como um novo horário de exibição para Scandal. A série manteve-se na noite de quinta-feira, mas foi movida para o encaixe das nove horas da noite para abrir espaço para How to Get Away with Murder, uma nova série da empresa de produção ShondaLand. Em agosto de 2014, a ABC preencheu todo o seu alinhamento do horário nobre com produções da ShondaLand, nomeando o bloco como "Thank God It's Thursday". A quina temporada foi ordenada em 7 de maio de 2015. A produção começou em 21 de maio de 2015, quando Rhimes anunciou no Twitter que os escritores estavam em pleno turno, mapeando a quinta temporada. O final de temporada foi ao ar em 12 de maio de 2016.
Scandal foi renovada para uma sexta temporada em 3 de março de 2016. Depois que Washington anunciou que estava grávida de seu segundo filho, a TVLine informou que a emissora estava considerando adiar a estreia da temporada para a segunda metade do arranjo de exibição do horário nobre. Em adição, o número de episódios foi encurtado de 22 para 16. A produção começou em 13 de julho, com o diretor e produtor executivo Tom Verica anunciando que a equipe estava explorando locais de filmagem. O trailer oficial da temporada foi lançado em 3 de novembro de 2016, enquanto que o pôster foi revelado em 29 de novembro.
No dia 10 de fevereiro de 2017, Scandal foi renovada para sua sétima temporada, que mais tarde foi anunciada como sendo a última temporada do programa. A temporada estreou em 5 de maio de 2017, e consistiu em 18 episódios, totalizando 124 episódios da série.

### Equipe técnica
| Produtores | Roteiristas | Diretores |
| --- | --- | --- |
| Judy Smith, Jenna Bans, Mark Fish, Tom Verica, Peter Nowalk, Allan Heinberg, Mark Driscoll, Noah Evslin, Chris Van Dusen, Holden Chang, Peter Noah, Roxann Dawson | Jenna Bans, Matt Byrne, Severiano Canales, Mark Fish, Zahir McGhee, Heather Mitchell, Raamla Mohamed, Peter Noah, Miguel Nolla, Peter Nowalk, Shonda Rhimes, Richard Robbins, Chris Van Dusen, Mark Wilding | Tom Verica, Oliver Bokelberg, Steve Robin, Allison Liddi-Brown, Russell Robertson, Mark Tinker, Jeannot Szwarc, Randall Zisk, Stephen Cragg, Michael Katleman, Ron Underwood, Roxann Dawson, Tony Goldwyn, Paul McGuigan, Bethany Rooney, Jessica Yu, Ava DuVernay, Julie Anne Robinson, Debbie Allen, Paul McCrane, Scott Foley |

### Escolha de elenco
Em fevereiro de 2011, Kerry Washington foi escalada para um papel principal. As atrizes Gabrielle Union e Taraji P. Henson participaram de audições para o papel principal da série antes de Washington ter sido oficialmente selecionada. Mais tarde naquele mês, Henry Ian Cusick e Tony Goldwyn foram anunciados como membros do elenco, sendo Goldwyn o intérprete de um presidente ficcional. A primeira temporada teve um elenco principal com nove atores. Washington interpretou a protagonista Olivia Pope, uma advogada com sua própria firma de gerenciamento de crises que trabalhara como Diretora de Comunicações da Casa Branca. Cusick interpretou um dos associados de Pope, assim como Columbus Short, Darby Stanchfield, Katie Lowes e Guillermo Díaz. Jeff Perry interpretou Cyrus Beene, o Chefe de Gabinete do Presidente Fitzgerald Grant, o qual foi interpretado por Goldwyn.
Várias mudanças no elenco ocorreram para a segunda temporada. Ian Cusick saiu da série e não retornou com seu personagem, Stephen Finch, para a nova temporada, já que o ator e Rhimes chegaram à decisão mútua de excluir o personagem no segundo ano. Bellamy Young e Joshua Malina, que interpretaram Melody Grant e David Rosen como recorrentes na primeira temporada, foram selecionados para o elenco principal da segunda temporada.

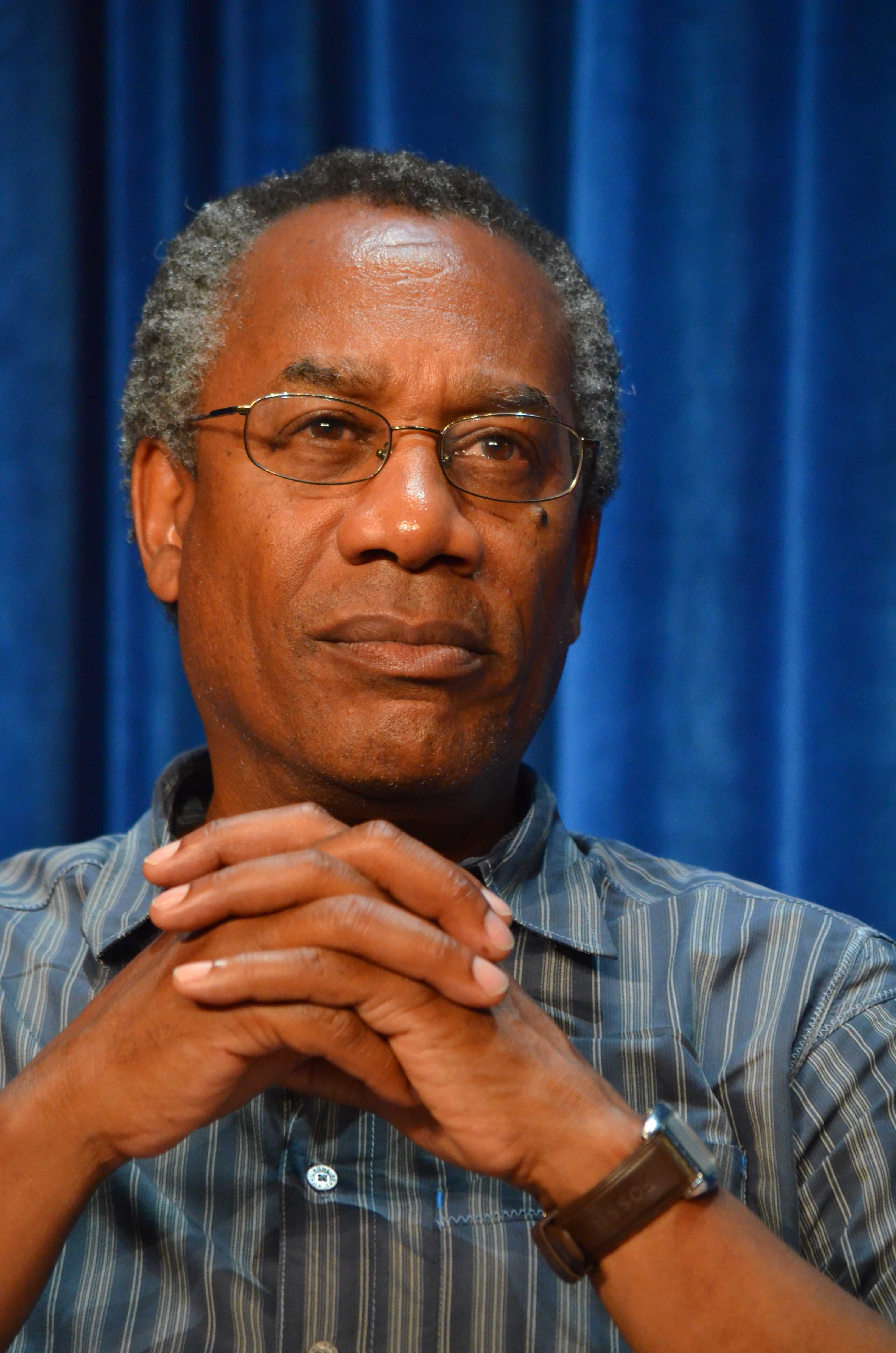
Joe Morton foi promovido para o elenco regular após diversas aparições recorrentes.

Em 14 de junho de 2013, Scott Foley foi promovido para o elenco principal. Lisa Kudrow foi anunciada em 28 de agosto, interpretando a Congressista Josephine Marcus em vários episódios. Paul Adelstein juntou-se ao elenco em outubro de 2013. Mais tarde naquele mês, Jack Coleman foi escalado como Daniel Douglas, marido da Vice Presidente Sally Langston, interpretada por Kate Burton. Em 5 de novembro de 2013, Khandi Alexander foi anunciada como a intérprete da mãe de Olivia Pope. No dia 6 de fevereiro de 2014, Dylan Minnette e Madeline Carroll foram selecionados para interpretar Jerry e Karen Grant, respectivamente, os filhos do Presidente Grant.
Em 25 de abril de 2014, o membro do elenco principal Columbus Short anunciou sua saída da série devido a motivos pessoais. Rhimes mais tarde confirmou que seu personagem seria assassinado. Em julho, Portia de Rossi, esposa da apresentadora norte-americana Ellen DeGeneres, foi escalada para uma personagem secreta de capacidade recorrente na quarta temporada. No ano seguinte ela foi promovida para o elenco principal, assim como Cornelius Smith Jr., que teve uma participação única na reta final da quarta temporada. Em agosto de 2015, Mía Maestro juntou-se ao elenco recorrente. Em fevereiro de 2016, Ricardo Chavira e Annabeth Gish juntaram-se ao elenco recorrente. Mais tarde, o The Hollywood Reporter anunciou a promoção de Joe Morton a ator principal após duas temporadas como recorrente. Em agosto do mesmo ano, Jessalyn Gilsig substituiu Joelle Carter no papel de Vanessa Moss, fazendo sua primeira aparição no primeiro episódio da sexta temporada. Em maio de 2017, o ator George Newbern, que teve aparições recorrentes desde o início da série interpretando Charlie, foi promovido a regular para a sétima temporada. Em agosto, Jay Hernandez e Shaun Toub juntaram-se ao elenco recorrente.

## Repercussão

### Audiência
| Temporada | Horário (EST)                                            | Número de episódios | Estréia                | Estréia             | Final               | Final             | Temporada de TV | Ranking | Visualização geral |
| Temporada | Horário (EST)                                            | Número de episódios | Data                   | Audiência (Milhões) | Data                | Viewers (milhões) | Temporada de TV | Ranking | Visualização geral |
| --------- | -------------------------------------------------------- | ------------------- | ---------------------- | ------------------- | ------------------- | ----------------- | --------------- | ------- | ------------------ |
| 1         | Quintas-feiras 22:00                                     | 7                   | 5 de abril de 2012     | 7.33                | 17 de maio de 2012  | 7.33              | 2011–12         | 62      | 8.21               |
| 2         | Quintas-feiras 22:00                                     | 22                  | 27 de setembro de 2012 | 6.74                | 16 de maio de 2013  | 9.12              | 2012–13         | 47      | 8.46               |
| 3         | Quintas-feiras 22:00                                     | 18                  | 3 de outubro de 2013   | 10.52               | 17 de abril de 2014 | 10.57             | 2013–14         | 16      | 12.00              |
| 4         | Quintas-feiras 21:00                                     | 22                  | 25 de setembro de 2014 | 11.96               | 14 de maio de 2015  | 8.08              | 2014–15         | 18      | 12.66              |
| 5         | Quintas-feiras 21:00                                     | 21                  | 24 de setembro de 2015 | 10.25               | 12 de maio de 2016  | 6.65              | 2015–16         | 29      | 10.68              |
| 6         | Quintas-feiras 21:00                                     | 16                  | 26 de janeiro de 2017  | 7.62                | 18 de maio de 2017  | 5.23              | 2016–17         | 39      | 8.16               |
| 7         | Quintas-feiras 21:00 (1–14) Quintas-feiras 22:00 (15–18) | 18                  | 5 de outubro de 2017   | 5.52                | 19 de abril de 2018 | 5.46              | 2017–18         | 53      | 7.41               |

### Crítica
"Scandal é nada menos do que o desencadeamento de Shonda Rhimes na pobre e indefesa Washington. Todas as alegorias, clichês e convenções de novela que ela pôs tão generosamente em Grey's Anatomy e Private Practice ao longo dos anos têm sido derramados de volta para este Beltway potboiler. Reviravoltas de enredo. Revelações de segredos dos personagens. Moralização arrogante. A Mulher Forte/Personagem de Mulher Injustiçada e seu corolário direto, Fraca, De Meia Idade, Homem Casado Que Secretamente Gosta De Prostitutas. Está tudo aqui!"

— Verne Gay, Newsday
Antes mesmo de sua estreia, Scandal foi intitulada pelo site ET Online como a melhor nova série de 2012.
No site Metacritic, o programa foi recebido com opiniões "favoráveis", com uma pontuação coletiva de 61/100. No agregador Rotten Tomatoes, Scandal atualmente mantém uma avaliação de 95%. Alan Sepinwall do portal HitFix declarou: "Para ser honesto, depois de assistir a quatro episódios de Scandal, não estou 100 por cento claro sobre o que Olivia e sua equipe fazem, nem sobre o que exatamente é a série. Também não estou totalmente certo de que isso importa. Scandal é um bom exemplo do que um show está prestes a ser e que não importa sobre o que ele é." Verne Gay do Newsday, que comentou que a série é engraçada, comparou Scandal com uma novela. No entanto, Brian Lowry do site Variety, deixou claro que não gostou da série dizendo: "Como de costume, o trabalho dos personagens de Rhimes fala muito rápido, mas o estilo maníaco visual não pode obscurecer uma série que falha na maioria dos níveis."

### Redes sociais
Scandal é uma das sérias mais populares nas redes sociais. O elenco se comunica com seus fãs através do Twitter quando o show está sendo exibido na televisão. Durante o primeiro episódio da terceira temporada, a série foi mencionada em 713,000 tweets vistos por uma audiência de 3.7 milhões de usuários da plataforma. Segundo pesquisa feita pela Nielsen Social, Scandal tem os fãs mais leais do espaço cibernético.

## Exibição internacional
Enquanto nos Estados Unidos a série foi exibida na ABC, em solo canadense foi transmitida no sistema televisivo City. Foi ao ar na Seven Network na Austrália, e as duas primeiras temporadas no Channel 4 no Reino Unido. As temporadas seguintes foram transmitidas pela emissora rival Sky Living. No Brasil, a série é transmitida no Canal Sony